# Гамма Тукана
Гамма Тукана (γ Тукана, Gamma Tucanae, γ Tucanae, сокращ. gam Tuc, γ Tuc) — звезда в южном созвездии Тукана, маркирующая клюв Тукана. Гамма Тукана имеет видимую звёздную величину +3.99m, и, согласно шкале Бортля, видна невооружённым глазом даже на внутригородском небе (англ. Inner-city sky).
Из измерений параллакса, полученных во время миссии Hipparcos, известно, что звезда удалена примерно на 75 св. лет (23,1 пк) от Земли. Звезда наблюдается южнее 32° с.ш, то есть видна южнее Алжира, Ливии, Саудовской Аравии, китайской провинции Цинхай, мексиканских штатов Нижняя Калифорния и Сонора. Лучшее время для наблюдения — сентябрь.
Гамма Тукана движется весьма быстро относительно Солнца: её радиальная гелиоцентрическая скорость практически равна 18 км/с, что почти в 2 раза больше скорости местных звёзд Галактического диска, а также это значит, что звезда удаляется от Солнца. По небосводу звезда движется на северо-запад. Средняя пространственная скорость Гамма Тукана имеет компоненты (U, V, W)=( 9.19, 2.37, -18.2), что означает U=9,19 км/с (движется по направлению к галактическому центру), V=2,37 км/с (движется по направлению галактического вращения) и W=−18,2 км/с (движется в направлении галактического южного полюса). Галактическая орбита Гамма Тукана находится на расстоянии от 32 600 св. лет до 37 200 св. лет от центра Галактики, эксцентриситет галактической орбиты — 0.07.

## Свойства звезды
В литературе существуют разногласия относительно звездной классификации Гамма Тукана. Маларода (англ. Malaroda) (1975) внёс его в каталог как F1 III, что позволяет предположить, что Гамма Тукана является гигантской звездой спектрального класса F. Houk (1979) причислил Гамма Тукана  F3 IV/V, что, по-видимому, указывает звезду спектрального класса F, находящуюся в состоянии перехода от звезды главной последовательности к субгигантам. Грей и др. (2006) классифицировал звезду как F4V, что соответствует карликовой звезде главной последовательности спектрального класса F, а также это указывает на то, что водород в ядре звезды ещё служит ядерным «топливом», то есть звезда находится на главной последовательности.
Звезда излучает энергию со своей внешней атмосферы при эффективной температуре около 6679 К, что придаёт ей характерный жёлто-белый цвет звезды спектрального класса F.
Масса звезды оценена в 1,55 {\displaystyle M_{\bigodot }}, но она несколько великовата для звезды её спектрального класса, для которого характерны массы на 20-30% ниже Таблицы VII и VIII. В связи с близким расстоянием до звезды её радиус может быть измерен непосредственно, и первая такая попытка была сделана в 1967 году. Данные об этом измерении приведены в таблице:
| Год  | m    | Спектр | D (mas) | Rабс ({\displaystyle R_{\bigodot }}) | Комм.  |
| 1967 | 3.99 | F1III  | —       | 1.8                                  | [ 20 ] |
| 1969 | 3.98 | F0III  | 0.92    | —                                    | [ 21 ] |

На таком расстоянии её абсолютный радиус был оценён в 1,8 {\displaystyle R_{\bigodot }}, что как мы знаем сегодня составляет 70% от обычного для  радиуса звезды спектрального класса F4. Однако, современные оценки для звездного радиуса Гамма Тукана дают ей радиус 2,2 {\displaystyle R_{\bigodot }} и даже 2,7 {\displaystyle R_{\bigodot }}, по оценке миссии Gaia. Однако, звезда имеет поверхностную гравитацию 3,92 СГС или 83,2 м/с2, то есть в 3,3 раз меньше, чем на Солнце (274,0 м/с2), а подобная поверхностная гравитация не характерна для карликов.
Звезды, имеющие планеты, имеют тенденцию иметь большую металличность по сравнению Солнцем, однако Гамма Тукана имеет значение металличности гораздо меньше, чем на Солнце −0,22, то есть 60% от солнечного значения, что позволяет предположить, что звезда «пришла» из других областей Галактики, где было меньше металлов, и рождено в молекулярном облаке благодаря менее плотному звёздному населению и малому количеству сверхновых звёзд. Светимость звезды сейчас оценивается в 11,33 {\displaystyle L_{\bigodot }}, либо в 12,189 {\displaystyle L_{\bigodot }}, по оценке миссии Gaia, что вдвое больше для звезды спектрального класса F4.  Для того, чтобы планета, аналогичная нашей Земле, получала примерно столько же энергии, сколько она получает от Солнца, её надо было бы поместить на расстоянии 3,5 а. е., то есть во внешние слои Пояса астероидов, а более конкретно на орбиту астероида Камилла. Причём с такого расстояния 6 Кита выглядела бы на 15% больше нашего Солнца, каким мы его видим с Земли — 0,56° (угловой диаметр нашего Солнца — 0,5°).
Гамма Тукана вращяется со скоростью в 42 раза выше солнечной и равной 94 км/с , что даёт период вращения звезды — 1,2 дней, что значительно быстрее периода вращения Солнца, но типично для горячих F-звезд, которые находятся вблизи  так называемой «скорости отрыва» (англ. rotation break), при которой от звезды на экваторе будет отрываться масса и которая отделяет медленно вращающиеся звезды, такие как наше  Солнце, от более быстро вращающихся и более горячих звёзд.
Возраст звезды определён в 1,414 млрд. лет. Также известно, что звёзды с массой 1,55 {\displaystyle M_{\bigodot }} живут на главной последовательности порядка 3 млрд. лет и это значит, что через 1,5 млрд. лет Гамма Тукана станет красным гигантом, а затем, сбросив внешние оболочки, станет довольно массивным белым карликом.
Предполагая, что эволюция жизни на углеродной основе, носит универсальный характер и полагая, что космосе действуют те же законы, что и на Земле, можно сказать, что на планете аналогичной Земле рядом с Гамма Тукана эволюция находится на стадии архея, а более конкретно на стадии мезоархея: всю поверхность планеты подрывает неглубокий океан зеленоватого цвета за счёт высокой концентрации растворённого двухвалентного железа, а также отличающийся высокой солёностью и температурой. Доминирующей формой жизни являются микробные сообщества. Также могут существовать цианобактерии, и мог уже начаться оксигенный фотосинтез. Но в любом случае жизнь закончится на стадии протерозоя, а более конкретно на стадии статерия, то есть на планете всё-таки появятся эукариоты. Правда низкая металличность Гамма Тукана может стать препятствием, для формирования каменных планет.

## Ближайшее окружение звезды
Следующие звёздные системы находятся на расстоянии в пределах 20 световых лет от звезды Гамма Тукана (включены только: самая близкая звезда, самые яркие (<6,5m) и примечательные звёзды). Их спектральные классы приведены на фоне цвета этих классов (эти цвета взяты из названий спектральных типов и не соответствуют наблюдаемым цветам звёзд):
| Звезда     | Спектральный класс | Расстояние, св. лет |
| Глизе 1282 | F7 V               | 6.57                |
| HD 142     | F7 V               | 19.65               |

Рядом со звездой, на расстоянии 20 световых лет, есть ещё порядка 20 красных, оранжевых карликов и жёлтых карликов спектрального класса G, K и M, которые в список не попали.
Также Гамма Тукана может (с вероятностью 95%) иметь удаленного сопутствующего спутника-звезду: жёлтого карлика спектрального класса G0 V, имеющего каталожный номер  HD 223913, с магнитудой 6,65m. Этот звезда имеет ту же массу, что и Солнце, и отделена от Гаммы Тукана на расстояние порядка  11 св. лет (3,5 пк). Также она имеет почти одинаковое собственное движение: прямое восхождение равное  −42,373 mas/год и склонение равное 84,840 mas/год. Также у звезды довольно близкая лучевая скорость равная  +22,29 км/с.
Также Гамма Тукана предположительно астрометрически двойная.

### Комментарии
1. ↑  Расстояние рассчитано по приведённому значению параллакса
2. ↑  Угловой диаметр (δ) вычисляется по формуле :{\displaystyle \delta =2\arctan \left({\frac {R_{\mathrm {S} }}{d_{\mathrm {CZ} }}}\right)}, где RS — радиус звезды, выраженный в а.е.; dS — расстояние до звезды